# Scytodes sexstriata
Scytodes sexstriata är en spindelart som beskrevs av Roewer 1960. Scytodes sexstriata ingår i släktet Scytodes och familjen spottspindlar.
Artens utbredningsområde är Afghanistan. Inga underarter finns listade i Catalogue of Life.